# Marek Heinz
Marek Heinz (* 4. srpna 1977, Olomouc, Československo) je bývalý český fotbalový útočník a reprezentant. Technický typ fotbalisty, jeho hra byla založena na kličkách a finesách.
Jeho vzory byli italští fotbalisté Gianluca Vialli a Roberto Baggio.

S FC Baník Ostrava získal v sezóně 2003/04 český ligový titul, zároveň se stal s 19 vstřelenými góly nejlepším kanonýrem české nejvyšší ligy. S Galatasaray SK získal v ročníku 2005/06 turecký titul. Se Sigmou Olomouc vyhrál v sezóně 2011/12 český fotbalový pohár. 
V současnosti je členem týmu Real TOP Praha, v jehož dresu se zúčastňuje charitativních zápasů a akcí. Působí také jako asistent trenéra u týmu FK Šternberk hrajícího Divizi E.

## Klubová kariéra
Marka Heinze přivedla k fotbalu jeho maminka. V Olomouci prošel mládežnické týmy v Sigmě Hodolany, 1. HFK Olomouc a Lokomotivě Olomouc, až zakotvil v Sigmě.
Propracoval se až do ligového kádru, následně v ročníku 1996/97 odehrál několik zápasů na hostování v AFK Lázně Bohdaneč. Po úspěšném vystoupení české reprezentace U21 na Mistrovství Evropy hráčů do 21 let 2000 na Slovensku přestoupil ze Sigmy Olomouc do německého klubu Hamburger SV.
Na profesionální úrovni působil v různých klubech v různých zemích, např. v Baníku Ostrava, Zbrojovce Brno, Hamburger SV, Galatasarayi Istanbul, FC Nantes, AS Saint-Étienne, Kapfenberger SV, Ferencvárosi a dalších.
V sezóně 2003/04 byl společně s Miroslavem Matušovičem klíčovým hráčem Baníku Ostrava při zisku ligového titulu.
V roce 2011 se vrátil do Sigmy Olomouc, kde podepsal smlouvu do 30. června 2013. Zde však postupně ztrácel místo v sestavě, trenér Roman Pivarník preferoval jiné hráče.

### 1. SC Znojmo
Před jarní částí sezony 2012/13 odešel na půl roční hostování do Znojma. Ve svém prvním utkání začátkem března vstřelil hattrick proti Karviné, zařídil tak vítězství svého celku 3:0. První gól vstřelil v 10. minutě z cca 20 metrů přesně k pravé tyči, druhý gól padl v 17. minutě, Heinz obloučkem přeloboval vybíhajícího brankáře. Třetí zásah si připsal ve 49. minutě, když prostřelil brankáře mezi nohama. 23. března se podílel jedním gólem na výhře 2:0 nad Bohemians Praha 1905, Znojmo se s 37 body posunulo do čela druhé ligy právě před svého pražského soupeře. Znojmu pomohl k účasti v Gambrinus lize, na konci ročníku tým skončil na prvním místě Fotbalové národní ligy 2012/13. Před sezonou 2013/14 do mužstva přestoupil. 17. srpna 2013 vstřelil dva góly v utkání s domácím Jabloncem, zápas skončil divokou remízou 5:5. 24. září 2013 po prohře 0:2 se Zbrojovkou Brno jej trenér Leoš Kalvoda hodlal posadit mezi náhradníky. Hráč se ale dohodl s klubem na předčasném ukončení smlouvy.

### Závěr kariéry – nižší fotbalové ligy
Poté se v říjnu roku 2013 domluvil na angažmá v 1. HFK Olomouc hrajicího MSFL.
V létě 2014 odešel z HFK do rakouského týmu SC Melk z nižší soutěže (2. Landesliga West). Působil zde jednu sezonu.
V létě 2015 se vrátil do 1. HFK Olomouc, kde působil do léta 2016. Poté začal nastupovat za TJ Tatran Všechovice (okres Přerov) v 1.A třídě Olomouckého kraje. S Tatranem oslavil 2 postupy, v Divizi E v sezoně 2020/21 odehrál 4 zápasy.
Od léta 2021 nastupuje za Sigmu Hodolany, kde také hrával v začátcích své fotbalové kariéry v mládežnických týmech.

## Reprezentační kariéra

### Mládežnické výběry
Marek Heinz prošel několika mládežnickými reprezentacemi České republiky, hrál za národní tým do 20 let (4 zápasy, 1 výhra, 1 remíza, 2 prohry, 0 vstřelených gólů) a do 21 let (20 zápasů, 12 výher, 4 remízy, 4 prohry, 6 vstřelených gólů).
Zúčastnil se Mistrovství Evropy hráčů do 21 let 2000 na Slovensku, kde česká jedenadvacítka podlehla ve finále Itálii 1:2.
Letní olympijské hry 2000
Nastoupil i v českém olympijském výběru do 23 let na Letních olympijských hrách v Sydney v roce 2000. 13. září 2000 odehrál plný počet minut v utkání se Spojenými státy americkými, v 82. minutě dostal žlutou kartu, zápas skončil remízou 2:2. 16. září 2000 v Brisbane podlehl český tým Kuvajtu 2:3, Marek Heinz nastoupil opět v základu a i tentokrát dostal žlutou kartu v závěru zápasu, v 85. minutě. Ve 2. minutě se prezentoval fotbalověji, když vstřelil úvodní gól utkání. V posledním zápase českého týmu v základní skupině s Kamerunem se Heinz neobjevil, český národní tým remizoval 1:1 a se 2 body obsadil poslední příčku v tabulce skupiny C.

### A-mužstvo
Heinz debutoval v A-mužstvu ČR 16. srpna 2000 na Bazalech v Ostravě v přátelském utkání proti Slovinsku, když nastoupil v základní sestavě a hrál až do 53. minuty, kdy byl vystřídán. Utkání skončilo prohrou českého týmu 0:1.
Účast Marka Heinze na vrcholových turnajích:
- ME 2004 v Portugalsku
- MS 2006 v Německu

Celkem odehrál za A-mužstvo České republiky 30 zápasů s bilancí 17 výher, 5 remíz a 8 proher, vstřelil 5 gólů.

#### EURO 2004
Na evropském šampionátu 2004 v Portugalsku byl český tým nalosován do relativně těžké skupiny s Německem, Nizozemskem a Lotyšskem. V prvním utkání 15. června 2004 proti Lotyšsku prohrávalo české mužstvo po gólu Mārise Verpakovskise 0:1, když se v 73. minutě u postranní čáry uvolnil Karel Poborský, přelstil dva lotyšské hráče a nasměroval do pokutového území centr, který lotyšský brankář Aleksandrs Koļinko vyboxoval pouze k Milanu Barošovi, jenž ho po zpracování napálil do sítě. Marek Heinz se dostal na hřiště v 56. minutě, když vystřídal Zdeňka Grygeru. V 85. minutě pak gólem zajistil pro české barvy vítězství 2:1.
Druhý zápas nastoupila česká reprezentace 19. června 2004 na stadionu v Aveiru proti Nizozemsku. V památném utkání prohrávala v 19. minutě 0:2, ale dokázala otočit na 3:2 a jako jediná si zajistit postup do čtvrtfinále již ve druhém kole (napomohly tomu remízové zápasy ostatních soupeřů ve skupině), navíc z prvního místa.
Heinz nastoupil do utkání v 62. minutě za střídajícího Tomáše Galáska.
V posledním vystoupení českého celku v základní skupině si trenér Karel Brückner mohl dovolit 9 změn v sestavě, Marek Heinz nastoupil v základní sestavě a v 30. minutě se prezentoval precizně provedeným trestným kopem, jenž skončil v růžku brány německého brankáře Olivera Kahna. Tímto gólem srovnal český tým skóre na 1:1, poté ještě přidal jeden gól střídající Milan Baroš a český celek porazil Německo 2:1, vyhrál tak základní skupinu s plným počtem bodů (9).
Ve čtvrtfinále 27. června 2004 narazilo národní mužstvo na Dánsko, celek vyznávající rovněž ofenzivní hru. Heinz šel na hřiště v 71. minutě za dvojgólového střelce Baroše. České mužstvo zvítězilo nad skandinávským soupeřem přesvědčivě 3:0.
V semifinále se favorizovaný český tým utkal s překvapením turnaje a pozdějším vítězem Řeckem a podlehl mu 0:1 po prodloužení, rozhodl stříbrný gól Traianose Dellase. Marek Heinz v tomto zápase nenastoupil. Své vystoupení na turnaji podtrhl 2 vstřelenými brankami.

#### Mistrovství světa 2006
Na MS 2006 v Německu se střetla česká reprezentace v základní skupině E postupně s USA, Ghanou a Itálií. Do prvních dvou zápasů (12. června 2006 proti USA, výhra ČR 3:0 a 17. června 2006 prohra 0:2 s Ghanou) Heinz nezasáhl.
Objevil se na hřišti až v závěrečném zápase základní skupiny 22. června proti Itálii a byl svědkem prohry 0:2, která znamenala obsazení nepostupového třetího místa se 3 body za Itálií a Ghanou. Marek Heinz střídal na hřišti v 78. minutě za stavu 0:1 pro soupeře Radoslava Kováče.

### Reprezentační góly a zápasy
Góly Marka Heinze v české reprezentaci do 23 let (Olympijské hry)
| Gól | Datum       | Stadion             | Soupeř | Skóre (min.) | Výsledek | Soutěž   | Gól         |
| --- | ----------- | ------------------- | ------ | ------------ | -------- | -------- | ----------- |
| 010 | 16. 9. 2000 | Brisbane, Austrálie | Kuvajt | 01:00 (2.)   | 2:3      | LOH 2000 | padl ze hry |

Góly Marka Heinze za A-mužstvo České republiky
| Gól | Datum        | Stadion                                          | Soupeř   | Skóre (min.) | Výsledek | Soutěž                 | Gól         |
| --- | ------------ | ------------------------------------------------ | -------- | ------------ | -------- | ---------------------- | ----------- |
| 010 | 12. 11. 2003 | Na Stínadlech, Teplice                           | Kanada   | 02:0 0(49.)  | 5:1      | přátelské utkání       | padl ze hry |
| 02  | 015. 6. 2004 | Estádio Municipal de Aveiro, Aveiro, Portugalsko | Lotyšsko | 02:10 (85.)  | 2:1      | EURO 2004              | padl ze hry |
| 03  | 023. 6. 2004 | Estádio José Alvalade, Lisabon, Portugalsko      | Německo  | 01:10 (30.)  | 2:1      | EURO 2004              | trestný kop |
| 04  | 07. 9. 2005  | Andrův stadion, Olomouc                          | Arménie  | 01:00 (47.)  | 4:1      | Kvalifikace na MS 2006 | padl ze hry |
| 05  | 12. 10. 2005 | Helsinky, Finsko                                 | Finsko   | 00:30 (58.)  | 0:3      | Kvalifikace na MS 2006 | padl ze hry |

| Rok    | Zápasy | Góly | Gól/záp. |
| ------ | ------ | ---- | -------- |
| 2000   | 2      | 1    | 0,50     |
| Celkem | 2      | 1    | 0,50     |

| Rok    | Zápasy | Góly | Gól/záp. |
| ------ | ------ | ---- | -------- |
| 2000   | 1      | 0    | 0,00     |
| 2001   | 1      | 0    | 0,00     |
| 2003   | 2      | 1    | 0,50     |
| 2004   | 14     | 2    | 0,14     |
| 2005   | 7      | 2    | 0,29     |
| 2006   | 5      | 0    | 0,00     |
| Celkem | 30     | 5    | 0,17     |

## Trenérská kariéra
V sezóně 2015/16 působil jako hrající asistent trenéra Oldřicha Machaly v týmu 1. HFK Olomouc. Od léta 2024 byl hlavním trenérem divizního FK Šternberk, od jarní části sezony se přesunul na post asistenta.

## Úspěchy

### Klubové

#### FC Baník Ostrava
- 1× vítěz 1. české fotbalové ligy (2003/04)

### Reprezentační
- 1× účast na LOH (2000 – základní skupina)
- 1× účast na ME (2004 – 3. místo)
- 1× účast na MS (2006 – základní skupina)

### Individuální
- nejlepší střelec 1. české fotbalové ligy (2003/04 – 19 gólů)